# Adolf Hjort
Adolf Johan Hjort, född 1 april 1896 i Nederluleå församling, Norrbottens län, död där 11 februari 1983, var en svensk lokalpolitiker och fotograf.
Adolf Hjort var ett av fem barn till småbrukaren och sågverksarbetaren Axel Wikström Hjort och till sömmerskan Emma Wikström. Fadern reste till USA 1909 och kom inte tillbaka. Han växte upp i byn Långnäs söder om Luleå i Norrbotten. Han blev sågverks- och massafabriksarbetare och verkade också en period som extralärare i Älvsbyns kommun. Han blev frisinnad politiker i Nederluleå landskommun och invaldes i kommunalfullmäktige. Han blev en bygdens förtroendeman och skrivkarl och var också engagerad som distriktsombudsman, sekreterare och studieledare i nykterhetsrörelsen IOGT.
Han lånade 1922 en kamera av modell Stölma 2 av en bokhandlare i Älvsbyn, som han senare köpte. Han lärde sig med hjälp av en enkel bruksanvisning att fotografera samt att framkalla och kopiera bilderna. Vid hemmet i Långnäs använde han en enkel jordkällare till mörkrum med en osande fotogenlykta med rött glas. Han fotograferade människor och händelser i bygden, framför allt från byarna Alvik och Långnäs. År 1975 överlämnade Adolf Hjort omkring 4.000 negativ från perioden 1922–1948 till Norrbottens museum.

## Media
- Adolf Hjort bygdefotografen från Långnäs, film producerad av Norrbottens museum 2009.